# Российско-южноосетинские отношения

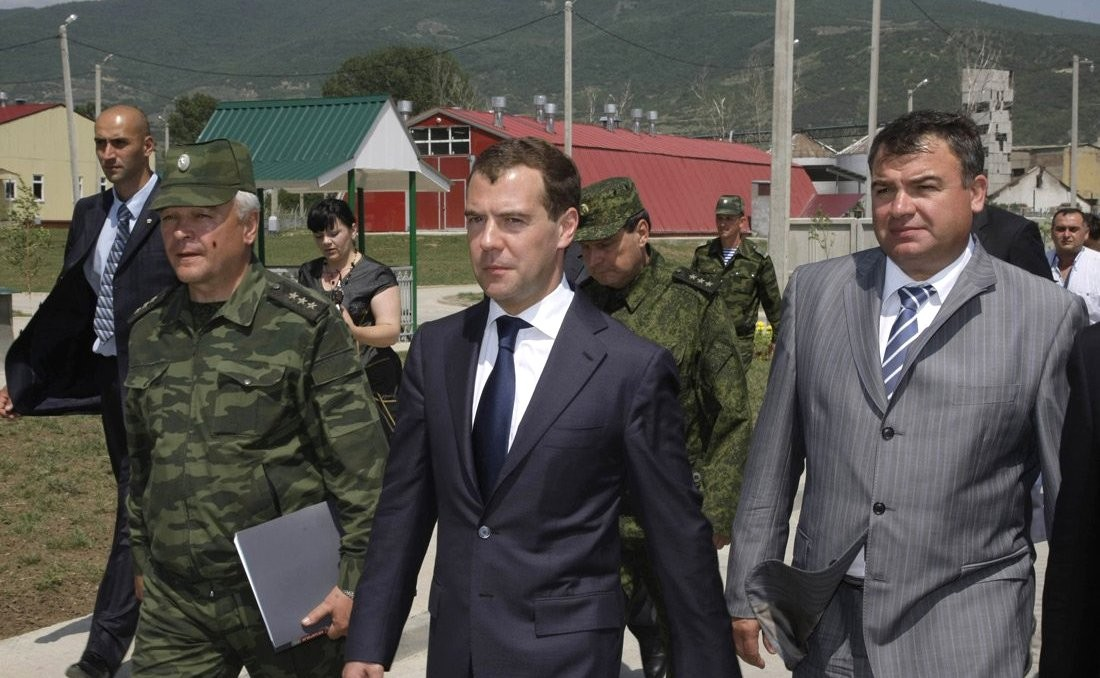
Дмитрий Медведев в Южной Осетии, 13 июля 2009 г.

Российско-южноосетинские отношения — двусторонние отношения между Россией и частично признанной Республикой Южной Осетией. Южная Осетия, провозгласившая в 1991 году независимость от Грузии длительное время добивалась признания со стороны России, но данные просьбы не получали отклика. Россия признала независимость Южной Осетии только 26 августа 2008 года, после войны в Грузии, в котором российские войска поддержали непризнанную республику. В настоящий момент Россия является важнейшим партнёром Южной Осетии в политической, экономической и военной сферах, так как функционирование её экономики в значительной степени опирается на помощь из России. В марте 2015 года были заключены соглашения о глубокой интеграции, предусматривающие, в частности, создание военного союза двух государств. Грузия не признаёт существование Южной Осетии как суверенного государства и считает её своей территорией, оккупированной российскими войсками. 

## История
Южная Осетия, как независимое государство, была провозглашена в 1991 году после конфликта с Грузией. Но до 2008 года оставалась непризнанной ни одним государством-членом ООН. Её признавали лишь 2 отделившиеся республики: Абхазия и ПМР. После начала конфликта жители Южной Осетии массово стали получать гражданство РФ, Массовая выдача российских паспортов жителям Южной Осетии началась 1 июня 2002 года после принятия нового закона о гражданстве РФ.
В течение следующих лет обстановка в регионе плавно накалялась, одновременно развивались грузино-российский и грузино-осетинский конфликты, резко обострившиеся в конце июля — начале августа 2008 года. В ночь с 7 на 8 августа начались активные боевые действия в регионе — Грузия подвергла массированному артобстрелу столицу Южной Осетии, после чего предприняла попытку установления контроля над Южной Осетией. Днём 8 августа президент России объявил о начале «операции по принуждению к миру», в регион были введены значительные российские силы. В течение нескольких суток российские войска совместно с юго-осетинскими вооружёнными формированиями вытеснили грузинские войска из Южной Осетии; боевые действия продолжались до 12 августа включительно. 26 августа 2008 года Россия признала независимость Южной Осетии.

## Двусторонние отношения

### Дипломатические отношения

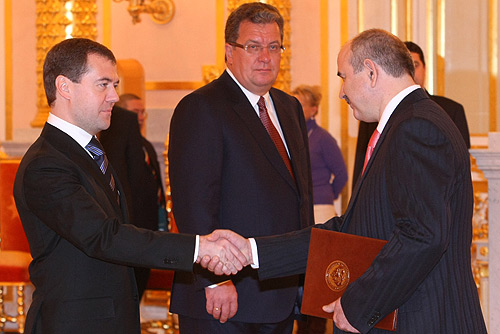
Дмитрий Медоев, первый посол Южной Осетии в России и Президент Российской Федерации Дмитрий Медведев 16 января 2009 года

Дипломатические отношения между РФ и ЮО установлены 9 сентября 2008 года, когда Министр иностранных дел России Сергей Лавров и министр иностранных дел Южной Осетии Мурат Джиоев обменялись грамотами в МИД России в Москве.
24 октября 2008 года президент Медведев подписал указ о назначении первого посла России в Южной Осетии, Эльбруса Каргиева, который представил свои грамоты в Южной Осетии президенту Эдуарду Кокойты 16 декабря 2008 года. Дмитрий Медоев, полномочный представитель президента Республики Южная Осетия в России был назначен Эдуардом Кокойты в качестве первого посла Южной Осетии в России 13 января 2009 года. Медоев вручил верительные грамоты Президенту России Дмитрию Медведеву 16 января 2009 года.
Премьер-министр России Владимир Путин издал директиву о создании посольства России в Южной Осетии в 2009 году. Оно открылось 27 апреля 2009 года.

### Политическое, экономическое и военное сотрудничество и интеграция
18 марта 2015 года в Москве был подписан договор об интеграции, согласно которому у России и Южной Осетии будет единое таможенное и оборонное пространство, граждане двух стран будут пересекать границу в облегчённом режиме, упрощается процедура получения российского гражданства жителями Южной Осетии, Россия подключается к формированию пенсий и системы медицинского страхования в Южной Осетии. Согласно договору, военная агрессия в отношении одной из стран-участниц будет рассматриваться как агрессия против обеих стран. Президент Южной Осетии Леонид Тибилов подчеркнул, что речь не идёт о вхождении республики в состав России. По его словам, подписание договора с Россией обусловлено ситуацией на Украине, расширением сотрудничества НАТО и политикой Грузии. Договор не был признан Грузией и США, осудившими его подписание, так как они рассматривают его как нарушение территориальной целостности Грузии.

### Российские представительства в Южной Осетии
На 2023 год в Южной Осетии действуют российские представительства:
- Посольство Российской Федерации в Республике Южная Осетия;
- Российский центр науки и культуры (представительство Россотрудничества) в Цхинвале[19].